# Hyaeninae
Los hieninos (Hyaeninae) son una subfamilia de la familia de los hiénidos (Hyaenidae) que incluye dos géneros y tres especies.

## Géneros y especies
- Género Crocuta
  - Crocuta crocuta
- Género Hyaena
  - Hyaena hyaena
  - Hyaena brunnea